# Emília Janíková
Emília Janíková (1. října 1928 – ???) byla slovenská a československá politička Komunistické strany Slovenska, poslankyně Slovenské národní rady v 60. letech a poslankyně Sněmovny národů Federálního shromáždění na počátku normalizace.

## Biografie
Ve volbách roku 1964 se stala poslankyní Slovenské národní rady. Po provedení federalizace Československa usedla v lednu 1969 do Sněmovny národů Federálního shromáždění. Do federálního parlamentu ji nominovala Slovenská národní rada, kde rovněž zasedala. Ve Federálním shromáždění setrvala do konce funkčního období, tedy do voleb roku 1971.